# Suuri Hirvijärvi
Suuri Hirvijärvi är en sjö i kommunen Kaavi i landskapet Norra Savolax i Finland. Den är 8,7 meter djup. Arean är 39 hektar och strandlinjen är 3,61 kilometer lång. Sjön  ingår i Vuoksens huvudavrinningsområde.   Den ligger omkring 45 kilometer öster om Kuopio och omkring 370 kilometer nordöst om Helsingfors. 